# Стех Володимир Василь
Володимир Стех (хресне ім'я Василь; 12 липня 1863, Вербиця — 16 липня 1945, Пассейк, Нью-Джерсі, США) — релігійний діяч УГКЦ в Галичині й США, священник-василіянин, композитор, автор понад 80 церковних пісень.

## Життєпис
Народився 12 липня 1863 року в с. Вербиця Равського повіту (нині гміна Любича-Королівська Томашівського повіту Люблінського воєводства Польщі; парафія належала до Угнівського деканату Перемишльської єпархії УГКЦ. Син Андрія Стеха сина Якова і Пелагії з роду Притула та Катерини дочки Андрія Абрисовського і Марії з роду Тимчина. Охрещений 15 липня 1863 року.
Маючи 18 років, 12 листопада 1881 року після п'ятого класу гімназії вступив до Василіянського Чину на новіціат у Добромилі. Коли Добромильський монастир і новіціят було передано під керівництво єзуїтів (т. зв. Добромильська реформа), перейшов і через цей новіціят та склав перші обіти 12 лютого 1884 року. У Добромилі довершив гімназійні студії. Дуже любив поезію і музику, добре знав теорію музики і навіть пробував компонувати релігійні пісні. Філософію закінчував у монастирі святого Онуфрія у Львові в 1886–1887 роках. Тоді ж на доручення настоятелів записався до консерваторії і вивчав музику. Богослов'я вивчав у монастирі святого Юра в Кристинополі. Тоді написав такі відомі страсні пісні як «Під хрест Твій стаю» і «Хрест на плечі накладають». Їх співали спочатку василіянські богослови, а від них перейняв їх народ у Кристинополі. В журналі «Місіонар» почали з'являтися його релігійні вірші, а деякі з них він поклав на ноти.

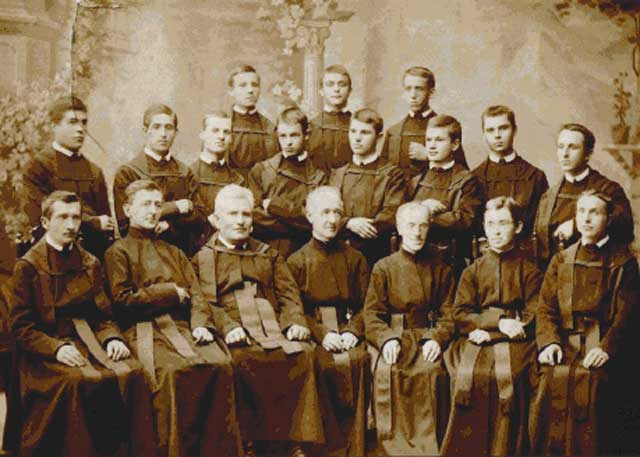
Перші зреформовані василіяни та їх настоятелі. Добромиль 1885—1886:
Сидять у першому ряді зліва-направо: Дмитро Жуковський, Фелікс Цозель, ТІ, Климентій Сарницький, Каспер Щепковський, ТІ, Адальберт Баудісс, ТІ, невідомий єзуїт, Юліян Зємба; Стоять в другому ряді зліва-направо: Платонід Філяс, Сава Ломницький, Юліян Мриць, Еміліян Козаневич, Сотер Ортинський, Венедикт Скоробогатий, Володимир Стех, Юліян Дацій; Стоять в третьому ряді зліва-направо: Діонисій Ткачук, можливо Сильвестр Кізима, Антоній Мартинюк

Висвячений на священника 15 вересня 1889 року. Його першим місцем праці був Свято-Онуфріївський монастир у Львові, де він виконував обов'язки проповідника, сповідника і диригента церковного хору (у Львові — в 1890–1891, 1895 роках; також служив у Бучачі в 1894, 1896–1897 роках).
1900 року в Жовкві в друкарні оо. Василіян вийшла перша збірка його релігійних пісень «Вінець набожних пісней» (78 сторінок). У ній, крім вищезгаданих пісень, з'явилися такі сьогодні популярні пісні як: «Христос воскрес! Ликуйте нині», «О, Ісусе, Ти з любови тут між нами позістав», «Хто, як Ти велій», «Вихваляйте доли, гори», «О Маріє, Мати Божа, зглянься Ти над нами» та інші. Наступного року вийшло друге видання збірки. Того ж 1900 року був переведений до Бучацького монастиря, де рік був проповідником і префектом конвікту, відтак 1901 р. був директором головної школи в Дрогобичі. 1902–1904 рр. працював у монастирі святого Івана Хрестителя в Краснопущі. 1902 року вийшла друга збірка його пісень «Народно-церковни пісни», яка через два роки вийшла ще одним тиражем. В 1905–1907 роках працював на парафії при монастирі Різдва Христового в Жовкві.

### Душпастирська праця в США
1907 року, на просьбу першого українського єпископа в Америці Сотера Ортинського, о. Стех виїхав на місійну працю до США. Першим місцем праці в Америці було м. Баффало, де він зайнявся організацією парафії. Наступного року (1908) єп. Сотер попросив о. Стеха організувати парафію в Міннеаполісі. 1909 року переїхав у Північну Дакоту. 1909 року в Жовкві вийшла друком третя збірка його пісень «Ангельскій Хор», яка вже наступного року (1910) з'вилася другим накладом.
Настоятелі Чину і сам о. Стех просили, щоб йому можна було повернутися до Галичини, але єп. Ортинський, маючи обмаль священників, через Конгрегацію Східної Церкви вчинив заходів, щоб о. Стех таки залишився в Америці. Те саме поновив і наступний єп. Костянтин Богачевський. Побачивши, що скоро не зможе вернутися до Чину, о. Володимир запросив до США свою рідну сестру, яка йому провадила господарку в Елміра Гайтс (1916), а він сам міг більше зосередитися на парафіяльній і місійній праці. В 1928 р. вийшла в Жовкві четверта збірка його пісень «Літургічні мельодії». Вкінці о. Володимира переведено до Пассейку, де він працював аж до смерті. Помер 16 липня 1945 року в Пассейку.